# Mario Bachand
Pour les articles homonymes, voir Bachand.
François Mario Bachand, né le 24 mars 1944 à Montréal et mort le 29 mars 1971 à Saint-Ouen, est un peintre-décorateur et un militant du Front de libération du Québec (FLQ), identifié à l'aile gauche du mouvement. En 1971, il est assassiné en France dans des circonstances troubles et restées mystérieuses jusqu'à aujourd'hui. Ses assassins n'ont jamais été identifiés.

## Biographie

### Débuts
François Mario Bachand naît le 24 mars 1944 à Montréal. Selon ses dires, lors d'une entrevue avec Judith Jasmin, son père est un fonctionnaire pieux et cultivé, et sa mère est morte avant qu'il ne puisse la connaître. En 1962, Bachand milite au sein des Jeunesses communistes et de l'Action socialiste pour l'indépendance du Québec. Selon le dossier que la Gendarmerie royale du Canada (GRC) a monté sur lui, c'est à 17 ans qu'il se marie. En février 1963, il rejoint le FLQ. À la même époque, naît sa fille Elsa. À l'initiative de Bachand, le 3 mai 1963, une bombe est placée au siège social de la compagnie minière Solbec. Propriété de la famille Beauchemin, il s'agit de la première cible canadienne française du FLQ. En outre, selon Raymond Villeneuve, Bachand organise la pose de dix bombes dans le quartier montréalais riche et anglophone de Westmount, dont trois explosent le 17 mai.    

### Arrestations
À la suite de la dénonciation du felquiste Jean-Jacques Lanciault, Bachand est arrêté avec 22 autres militants du groupe le 1er juin 1963. Libéré sous caution, il s'enfuit dans le Maine, aux États-Unis, en passant par la Nouvelle-Écosse et Saint-Pierre-et-Miquelon. Pour financer sa fuite, il prend une somme d'argent américain provenant d'un hold-up du FLQ, qu'il était censé changer en devises canadiennes. Cela crée une très grande rancœur chez le responsable des vols à mains armées du FLQ, Robert Hudon, qui part aux trousses de Bachand et tente de le rejoindre à Saint-Pierre-et-Miquelon, sans jamais l'attraper. Le 10 octobre 1963, alors qu'il tente de se rendre à Cuba, Bachand est arrêté par le FBI près de Boston. Après le refus de sa demande d'asile politique, il est extradé au Canada et condamné à quatre ans de prison,,.    
On lui accorde la liberté conditionnelle et il sort de prison le 3 mai 1966. Peu après, son épouse Louise Giroux, le quitte. Il se lie d'amitié avec Jacques Lanctôt et participe à l'organisation de plusieurs manifestations marquantes comme celle de la Saint-Jean, le 24 juin 1968, et l'Opération McGill français en 1969. Le 21 mars 1969, lors d'une assemblée d'organisation de l'Opération McGill français, Bachand est confronté par Robert Hudon, qui le somme de lui procurer le lendemain l'argent volé en 1963. Au même moment, les participants découvrent cinq policiers — deux de la police de Montréal, deux de la Sûreté du Québec et un de la GRC — cachés dans une salle de projection, espionnant toute la réunion avec du matériel d'enregistrement vidéo. Bachand assure aux policiers leur sécurité s'ils quittent le bâtiment sans leur matériel et reviennent le chercher après l'assemblée. Ils acceptent mais, à leur retour, les policiers découvrent qu'il manque une partie de l'équipement. Bachand est arrêté le jour suivant pour vol qualifié, méfait public et tentative d'extorsion. Le même jour, Robert Hudon reçoit le matériel volé.    

### Exil
Libéré à nouveau sous caution le 8 avril 1969, craignant un retour en prison et se sentant harcelé par la police, il s'exile avec l'appui financier de son père vers Cuba, en passant par Paris et Madrid. À Cuba, il retrouve Raymond Villeneuve. Bachand et Villeneuve sont bientôt rejoint par Pierre Charette et Alain Allard, qui ont détourné un avion vers Cuba. Bachand repart vers Paris avec Villeneuve en avril 1970. En novembre, il voyage vers Alger, où il tente d'obtenir la reconnaissance officielle du FLQ par le gouvernement algérien du Front de libération nationale. Sa mission est un échec, et il retourne à Paris. Cette reconnaissance sera gagnée grâce à Raymond Villeneuve en décembre suivant.   
Le 22 décembre 1970, une entrevue anonyme attribuée à Mario Bachand est publiée par le nouveau journal français de gauche Politique Hebdo. Il s'y déclare « secrétaire général » du FLQ, et y annonce de nouveaux attentats felquistes, notamment contre les écluses de la voie maritime du Saint-Laurent. Il y prône également un appui au Parti québécois, formation politique parlementaire en faveur de l'indépendance, fondée deux ans plus tôt. Cet appui à une organisation non-révolutionnaire tranche avec la réputation d'extrême-gauche de Bachand, et sera dénoncé par la Délégation extérieure du FLQ à Alger dans les médias. En janvier 1971, Mario Bachand quitte Paris pour Cuba. Il y revient en février 1971 et emménage dans la banlieue nord de Paris, au 46 rue Eugène-Lumeau, à Saint-Ouen, chez Pierre Barral,.
À cette époque, selon un mémo de la GRC daté du 30 avril 1971, Bachand fait partie d'un groupe complotant l’assassinat du premier ministre du Québec, Robert Bourassa, lors d'une mission européenne prévue du 7 au 22 avril, mais il s'en retire, « alléguant que [Bourassa] servait mieux les destinées du FLQ en restant au pouvoir ». Toujours selon la GRC, lorsqu'ils ont appris le retrait de Bachand, les initiateurs du complot auraient pris conscience qu'il « en savait beaucoup trop et également [qu'il] aurait consulté d'autres personnes pour connaître leur point de vue sur le projet ». Ils auraient alors modifié leur projet : « [X] aurait décidé un deuxième complot et cette fois-ci [Bachand] en était l'objet ».

### Assassinat
Au cours du mois de mars 1971, Mario Bachand reçoit la visite de sa sœur Michèle, qui veut le convaincre de revenir au Québec. Pendant son séjour, il lui affirme croire qu'ils sont suivis, et lui confie sa crainte d'être assassiné. Elle lui demande qui il suspecte de projeter de le tuer; il répond, avec hésitations, que cela pourrait être son ami François Dorlot (président de l'Association générale des étudiants québécois en France et futur mari de Louise Beaudoin). Le soir du 28 mars, un couple à l'accent québécois se présente au domicile de Bachand, qui est absent. Le lendemain, le couple revient voir Bachand. Selon Pierre Barral, Bachand reconnaît alors vaguement la femme du couple et ne semble pas reconnaître l'homme.
Les trois vont dans un bistrot, et reviennent ensuite dîner au 46, rue Eugène-Lumeau avec Pierre Barral et sa conjointe, Françoise Laville. Avant le repas, Laville aménage la table et les chaises et tente, ce faisant, de déplacer la veste d'un membre du couple à l'accent québécois qui se trouvait sur une chaise, mais le couple se précipite pour l'en empêcher. Laville affirme, dans la série documentaire Le Dernier Felquiste, que le poids de la veste était très lourd, laissant entendre que cette veste aurait pu cacher l'arme du crime. Barral et Laville quittent ensuite les lieux. À son retour, Barral découvre Bachand abattu de deux balles de calibre 22. On découvre aussi une troisième balle logée dans le plafond. Selon Le Dernier Felquiste, la balle aurait fait un ricochet sur le crâne de Bachand.

## Enquêtes

### Justice française
En août 1975, le dossier d'enquête sur la mort de Mario Bachand est fermé par la justice française, sans qu'elle ne porte d'accusation. Celle-ci attribue le meurtre à un règlement de comptes impliquant la Délégation extérieure du FLQ à Alger. Par la suite, d'autres acteurs chercheront à comprendre les circonstances de son assassinat.

### Enjeux
En 1997, l'émission Enjeux de Radio-Canada diffuse « Mario Bachand, une bombe sur le FLQ », un reportage qui favorise la thèse du règlement de comptes interne au FLQ. Pour ce reportage, les journalistes Alain Saulnier, Francine Tremblay et Simon Durivage obtiennent une mention spéciale de la Fédération professionnelle des journalistes du Québec. Dans le cadre de l'enquête de Radio-Canada, les journalistes retrouvent à Montréal l'homme et la femme ayant rencontré Bachand le 29 mars 1971. L'homme refuse toute entrevue. La femme rencontre Saulnier et Tremblay, mais elle leur affirme sous enregistrement qu'elle est tenue par un « pacte de silence ». 

### Last Stop, Paris
En 1998, le journaliste canadien anglais Michael McLoughlin publie le livre Last Stop, Paris: The Assassination of François Mario Bachand and the Death of the FLQ. Pour sa part, McLoughlin y privilégie la thèse d'une intervention de la Gendarmerie royale du Canada, qui aurait supervisé le meurtre de Bachand en infiltrant la Délégation extérieure du FLQ à Alger. Le livre se base sur une recherche documentaire importante, aux dires d'Antoine Robitaille, mais aussi sur une série d'entrevues confidentielles. Il s'est attiré les critiques de John Starnes, ancien chef des services secrets canadiens, qui a menacé McLoughlin de poursuites, et de Louise Beaudoin, qui joue un rôle ambigu dans la version de l'auteur.

### Le Dernier Felquiste
En 2020, est diffusé sur Club Illico Le Dernier Felquiste, une série documentaire télévisée en six épisodes. Réalisée par Flavie Payette-Renouf, Éric Piccoli et Félix Rose (fils du felquiste Paul Rose), la série suit l'enquête des journalistes Antoine Robitaille du Journal de Montréal et Dave Noël du Devoir au sujet de la mort de Bachand. Elle présente notamment des entrevues de l'ancien colocataire de Bachand et sa conjointe de l'époque, de Louis Fournier, Raymond Villeneuve, Marc Lalonde, Normand Lester, Pierre Schneider, Robert Côté, Jean-Denis Lamoureux, Michael McLoughlin, Edmond Guenette, Cyriaque Delisle, Robert Hudon, Robert Comeau, Anne Legaré, Rhéal Mathieu, Serge Demers, André Lavoie, Jacques Poitras, Claude Morin, Jacques Lanctôt, François Lanctôt, Pierre Charette, Pierre-Paul Geoffroy, Yves Langlois, Marc Carbonneau, Normand Roy et Thomas Mulcair. On y voit aussi Louise Beaudoin refuser une entrevue au sujet du rôle dans l'affaire de son ancien conjoint François Dorlot. Ultimement, après avoir exploré de nombreuses pistes, la série documentaire semble privilégier la thèse de l'implication de Normand Roy (membre de la Délégation extérieure du FLQ à Alger) et de sa copine Denyse Leduc dans le meurtre de François Mario Bachand.

### La Crise d'Octobre, le monde et nous
En 2021, dans son ouvrage La Crise d'Octobre, le monde et nous, la politologue Anne Legaré enquête sur le poids significatif que les conditions internationales de l'époque ont pu avoir sur le montage de l'assassinat de Mario Bachand. Le contexte politique en France, marqué par la disparition de de Gaulle et son remplacement par Georges Pompidou, a entraîné la mise en place de nouveaux services de renseignements et de réseaux divers. Elle approfondit cette conjecture et suggère que le meurtre a été élaboré dans des conditions plus complexes que le laisse entendre la rumeur d'un simple règlement de comptes entre felquistes. 

## Œuvres
- François Mario Bachand, Trois textes, 191 p.